# Carl-Johan Bernhardt
Carl-Johan Bernhardt (8 maart 1946 – Falkenberg, 16 maart 2016) was een Zweeds professioneel tafeltennisser.

## Belangrijkste resultaten
- Goud met het team op de Europese kampioenschappen 1964.
- Goud met het team op de Europese kampioenschappen 1966.
- Goud met het team op de Europese kampioenschappen 1968.
- Goud met het team op de Europese kampioenschappen 1970.
- Goud met het team op de Europese kampioenschappen 1972.
- Brons met het team op de wereldkampioenschappen 1963.
- Brons met het team op de wereldkampioenschappen 1967.